# Tempo reale (programma televisivo)
Tempo reale è stato un programma televisivo andato in onda su Rai 3 e condotto ed ideato da Michele Santoro.
In un'Italia in cui gli utenti internet erano ancora pochissimi, il titolo e i contenuti del programma erano ispirati alla capacità degli strumenti telematici, inclusa internet, di raccogliere e diffondere le informazioni in tempo reale. In ogni puntata il web aveva una parte importante: molte pagine venivano mostrate e internet veniva usato per sondare
le opinioni dei teleutenti.
Il programma, a differenza di Samarcanda e de Il rosso e il nero, non è stato realizzato con la collaborazione del Tg3.
La trasmissione ospitò Silvio Berlusconi il 13 aprile 1995.
Questa trasmissione fu l'ultima condotta da Michele Santoro su Rai 3, prima del passaggio a Mediaset con la trasmissione Moby Dick su Italia 1. Il conduttore tornò poi in Rai il 12 ottobre 1999, realizzando trasmissioni per Rai 1 e Rai 2.

## Ascolti
Il 7 giugno 2011 Michele Santoro ha pubblicato nel sito internet di Annozero lo storico degli ascolti delle sue trasmissioni andate in onda su Rai 3 e su Rai 2.
| Anno      | Share del programma | Ascolti del programma | Share del daytime di Rai 3 |
| --------- | ------------------- | --------------------- | -------------------------- |
| 1994/1995 | 21,09%              | 5.470.714             | 9,88%                      |
| 1995/1996 | 18,23%              | 4.737.111             | 9,61%                      |